# Квасо ал Монте
Квасо ал Монте (итал. Cuasso al Monte) је насеље у Италији у округу Варезе, региону Ломбардија.
Према процени из 2011. у насељу је живело 524 становника. Насеље се налази на надморској висини од 539 м.

## Становништво
| 1936. | 1951. | 1961. | 1971. | 1981. | 1991. | 2001. | 2011. |
| ----- | ----- | ----- | ----- | ----- | ----- | ----- | ----- |
| 1.683 | 1.865 | 2.108 | 2.387 | 2.691 | 2.779 | 3.065 | 3.604 |